# 사회주의 노동영웅

사회주의 노동영웅(러시아어: Герой Социалистического Труда)은 소련 및 바르샤바 조약기구 가맹국들의 명예 칭호이다. 국가의 경제 및 문화 분야에서 특출한 공훈을 세운 사람에게 수여되었다. 소비에트 연방영웅에 준하는 고급 훈장이지만 소비에트 연방영웅이 외국인에게도 수훈되는 것과 달리 이것은 내국인 전용이었다.
사회주의 노력영웅은 러시아 연방 노력영웅으로 계승되었다.

## 같이 보기
- 레닌훈장
- 소비에트 연방 영웅